# Гутерман, Исай Григорьевич
Исай (Исаак) Григорьевич Гутерман (1911, Почеп, Черниговская губерния — 1981, Москва) — советский аэроклиматолог. Доктор географических наук (1938), профессор (1968).

## Биография
Родился в еврейской семье. В 1937 г. окончил Московский гидрометеорологический институт. С 1926 наблюдатель метеостанции в Почепе. В 1929-35 гг. аэролог на полярных станциях, участник арктической экспедиции вместе с И. Д. Папаниным. На Земле Франца-Иосифа первым в условиях полярной ночи произвёл регулярные запуски радиозондов в атмосферу.
Папанин И. Д. в книге «Лёд и пламень» вспоминает:

Нам предстояло провести зондирование атмосферы на максимально возможных высотах и попытаться установить расположение тропопаузы — зоны между тропосферой и стратосферой — и температуру в стратосфере. Стратосфера располагается на различных высотах в разных широтных зонах земного шара. Высота стратосферы в Арктике была изучена надёжно в различные периоды года впервые именно здесь, на Земле Франца-Иосифа в 1932—1933 годах молодым аэрологом Исаем Гутерманом».
В 1934 г. участник экспедиции по спасению Челюскина, в 1935 — в экспедиции на ледоколе Садко. В НИИ аэроклиматологии возглавлял сектор аэроклиматологии. В 1941-44 гг. в Красной Армии. С 1944 г. начальник отдела наблюдений Центральной аэрологической обсерватории. С 1955 г. в НИИ аэроклиматологии в Москве.Научная деятельность связана с исследованием высоких слоёв атмосферы над полярными областями, с аэрологическими наблюдениями и методами их обработки, с изучением ветрового режима свободной атмосферы, вопросами усовершенствования и внедрения новых средств аэрологических исследований, в том числе, радиолокации. В середине 50-х гг. принимал участие в разработке методики получения характеристик ветра на счётно-аналитических машинах для первого аэроклиматического справочника СССР.

## Публикации
- Особенности строения атмосферы над полярными областями. Л., 1938.
- Распределение ветра над Северным полушарием. Л., 1965.